# Método de interpolación

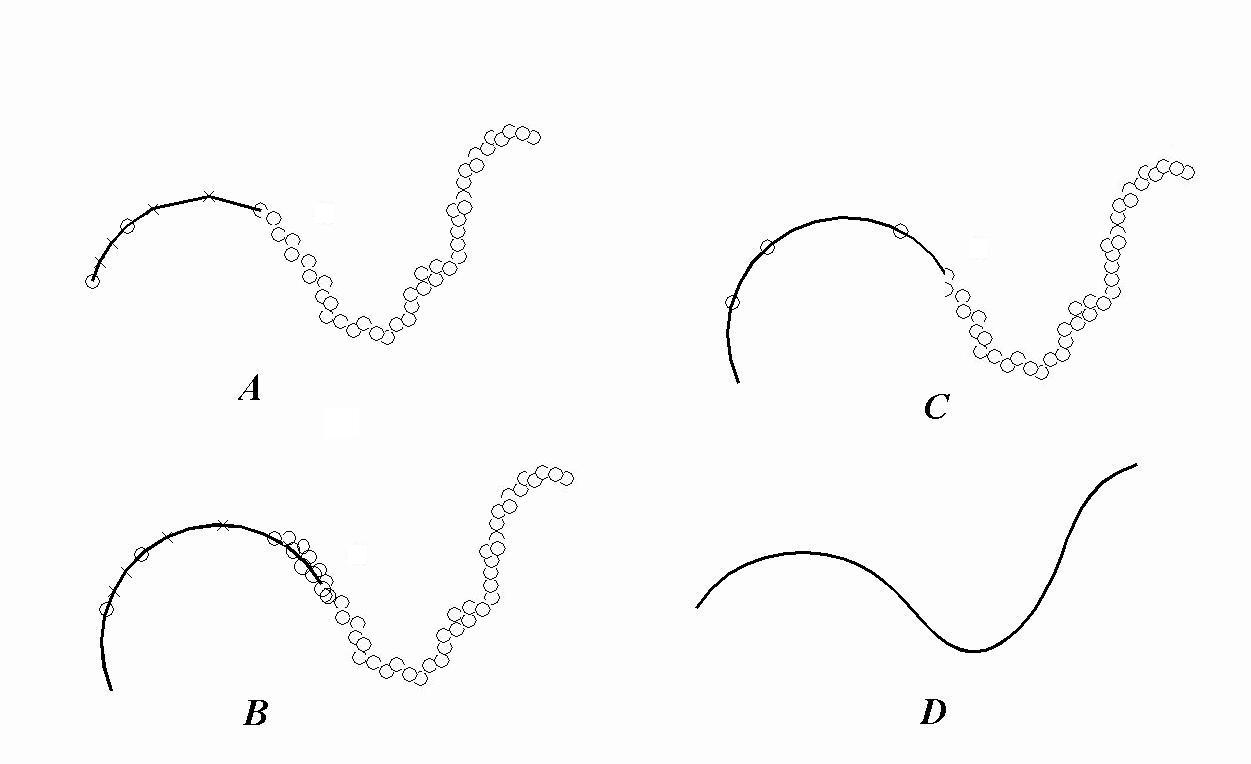
Ejemplo de aplicación del método de interpolación sobre la creación de una recta.

El método de interpolación es un método científico lógico que consiste en determinar cada una de las variables en las formas en las que se pueden reproducir y cómo afectan al resultado. Pero no sólo basándose en su relación estadística sino también en su causalidad. Esto constituye las reglas que se utilizan para llegar a una nueva conclusión, siempre de forma aproximada. Es decir, se considera todas las situaciones posibles y sus repercusiones y las interpolamos a la nueva situación por analogía o inducción.
Utilizado para buscar la solución a un problema (lógica) o de enseñar la misma (pedagogía), lo convierte en una herramienta muy utilizada en el marco profesional y de enseñanza. Esta vía no excluye necesariamente la del método de extrapolación y mucho menos pueden considerarse como únicas.
En Pedagogía, viene asociado al método global para el aprendizaje. Por ejemplo, para enseñar la lectura, las letras sólo se pueden entender en sus contextos (las palabras), las palabras sólo pueden entenderse en sus contextos (las frases), etc. Igualmente, en la enseñanza del kata este se enseña en etapas, se comienza el aprendizaje con katas relativamente menos complejos para luego ir incrementando la complejidad de las técnicas y la velocidad de ejecución.